# Maxillaria luteoalba
Maxillaria luteoalba är en orkidéart som beskrevs av John Lindley. Maxillaria luteoalba ingår i släktet Maxillaria och familjen orkidéer. Inga underarter finns listade i Catalogue of Life.